# Kirche von Kaarlela

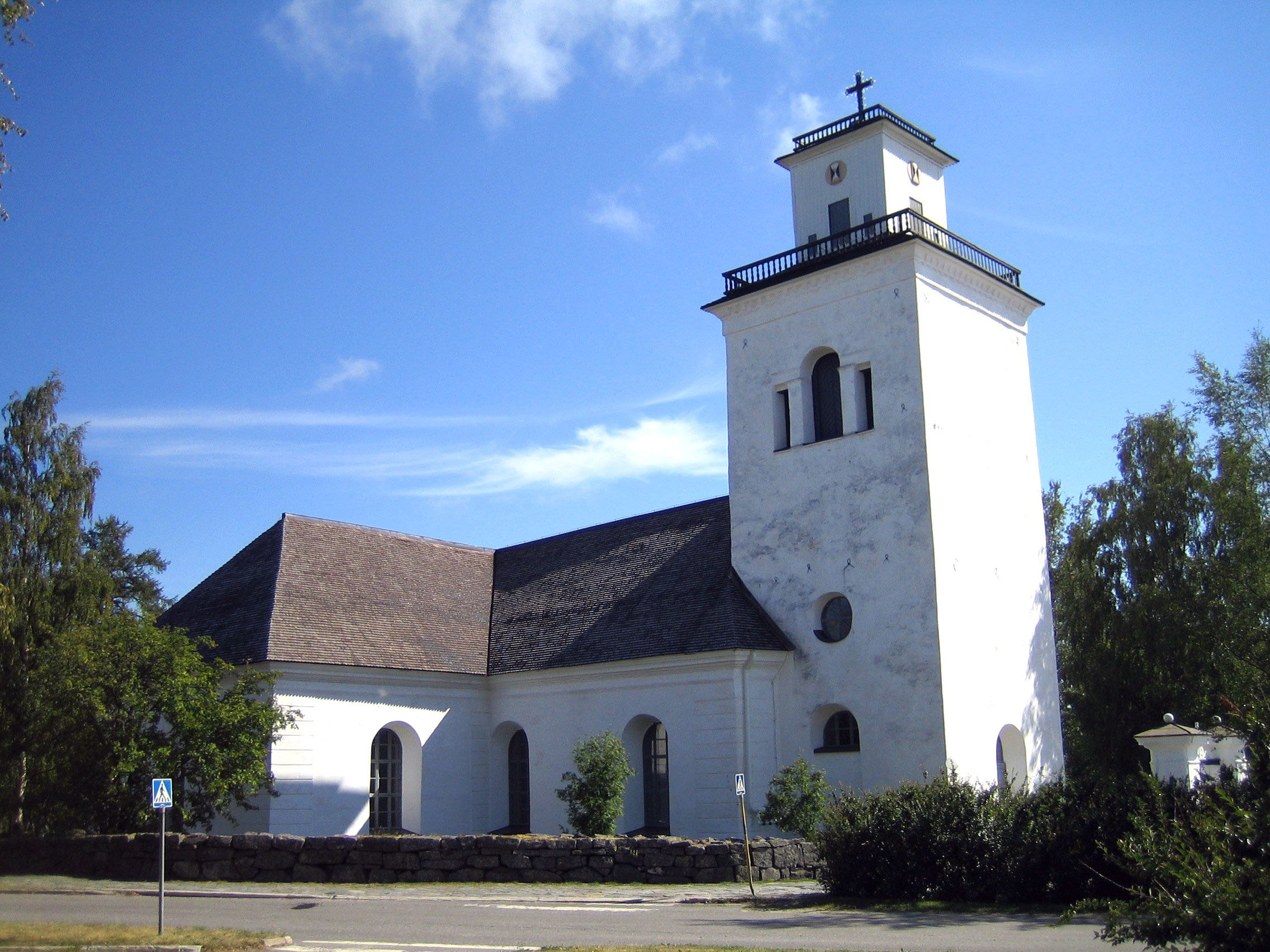
Die Kirche von Kaarlela

Die Kirche von Kaarlela ist eine Kirche in der finnischen Stadt Kokkola. Sie liegt im Stadtteil Kirkonmäki südlich des Stadtzentrums und war ehemals die Pfarrkirche der Gemeinde Kaarlela, welche auf das historische Kirchspiel Kokkola zurückgeht und ursprünglich die Stadt Kokkola umgab. Heute ist sie neben der Kirche von Kokkola eine von zwei Kirchen, die von der finnisch- und der schwedischsprachigen Kirchengemeinde Kokkola, zwei evangelisch-lutherischen Kirchengemeinden im Gemeindeverbund Kokkola, gemeinsam genutzt werden. Die Kirche von Kaarlela geht auf eine mittelalterliche Steinkirche aus dem frühen 16. Jahrhundert zurück, wurde aber 1786–1789 zu einer Kreuzkirche mit Westturm umgebaut. 

## Geschichte
Die Kirche von Kaarlela wurde wahrscheinlich im Zeitraum zwischen ca. 1500 und 1530 erbaut. Vermutlich ersetzte sie einen hölzernen Vorgängerbau, der errichtet worden war, nachdem Kaarlela im frühen 15. Jahrhundert zu einer Kapellengemeinde des Kirchspiels Pedersöre erhoben worden war. In ihrer ursprünglichen Form handelte es sich um eine typische mittelalterliche Feldsteinkirche mit rechteckigem Langhaus und mit einer angebauten Sakristei an der nördlichen und einem Waffenhaus an der südlichen Längsseite.
Im Laufe ihrer Geschichte wurde die Kirche von Kaarlela mehrfach umgebaut. Schon 1699 wurde die Sakristei erweitert, 1711 wurde das Waffenhaus zur sogenannten „Neuen Kirche“ ausgebaut. Zwischen 1786 und 1789 wurde die Kirche von Kaarlela schließlich komplett umgestaltet. Durch den Anbau eines nördlichen und südlichen Kreuzarms, für die die Sakristei sowie Teile der Mauern der „Neuen Kirche“ und des Langhauses abgerissen wurden, erhielt die Kirche einen Grundriss in Form eines Griechischen Kreuzes. Am östlichen Ende des ehemaligen Langhauses wurde eine neue Sakristei angebaut. Zwischen 1709 und 1803 wurde noch der westliche Kreuzarm um rund fünf Meter erweitert und an den verlängerten Bauteil ein Kirchturm angeschlossen. Dadurch erhielt die Kirche ihre heutige Gestalt, in der die ursprüngliche mittelalterliche Kirche kaum mehr wiederzuerkennen ist.